# Ononis baetica var. baetica
Ononis baetica subsp. baetica é uma variedade de planta com flor pertencente à família Fabaceae. 
A autoridade científica da variedade é Clemente, tendo sido publicada em Ensayo Var. Vid Andalucía 291 (1807).

## Portugal
Trata-se de uma variedade presente no território português, nomeadamente em Portugal Continental.
Em termos de naturalidade é nativa da região atrás indicada.

## Protecção
Não se encontra protegida por legislação portuguesa ou da Comunidade Europeia.